# Registrerad telegramadress
En registrerad telegramadress var ett sätt att kortfattat ange mottagare för ett telegram. Adressen bestod av ett ord, oftast adressatens namn i kortform, följt av adresstationen. Adresserna registrerades mot en avgift centralt hos respektive lands teleförvaltning och användes av företag med stor telegramtrafik.
Eftersom varje ord i adressdelen i ett telegram var avgiftsbelagt, blev priset för ett telegram till en registrerad telegramadress billigare än att skriva ut hela adressen.
Exempel på telegramadresser är COMEUR Bruxelles (Europeiska kommissionen) och HAESSBE Stockholm (HSB).

## Källa
Operational provisions for the international public telegram service. ITU -T Recommendation ; F.1. Geneve: ITU. 1998. http://www.itu.int/rec/T-REC-F.1/en. Läst 25 juli 2014